# Janusz Gajos
Janusz Gajos (pronunție în poloneză [ˈjanuʂ ˈɡajɔs]; n. 23 septembrie 1939, Dąbrowa Górnicza, Polonia) este un actor polonez de film, televiziune și de teatru, precum și pedagog și fotograf. Profesor de artă teatrală și doctor onorific al Școlii Naționale de Film din Łódź, este considerat unul dintre cei mai mari actori ai cinematografiei poloneze.

## Viață și carieră
S-a născut în Dąbrowa Górnicza. La 11 ani, s-a mutat la Będzin, unde în 1957 a absolvit Liceul nr. 3. În 1965 a absolvit Școala Națională de Film din Łódź ca unul dintre cei mai buni studenți ai săi, cu toate că a fost respins de trei ori la examenele de admitere. A debutat în timp ce încă studia la școala de film ca Pietrek în filmul pentru copii Panienka z okienka regizat de Maria Kaniewska în 1964, o adaptare a unui roman istoric omonim de Jadwiga Łuszczewska. La scurt timp după aceea, a fost distribuit în rolul lui Janek Kos într-o serie de televiziune foarte populară despre Al Doilea Război Mondial, Czterej pancerni i pies (Patru tanchiști și un câine).
Janusz Gajos a interpretat în numeroase alte filme și piese de teatru, cele mai notabile fiind Trei Culori: Alb de Krzysztof Kieślowski, Przesłuchanie de Ryszard Bugajski, Omul de marmură de Andrzej Wajda, Ucieczka z kina „Wolność” de Wojciech Marczewski, Copoii de Władysław Pasikowski, Zemsta de Andrzej Wajda, Trupul de Malgorzata Szumowska și Clerul de Wojciech Smarzowski.
A evoluat în numeroase teatre de-a lungul carierei sale de actorie, inclusiv în Teatrul Stefan Jaracz din Łódź, precum și în Teatrul Komedia, Teatrul Polonez, Kwadrat, Teatrul Dramatic și Teatrul Național din Varșovia. În 2003, a lucrat ca profesor universitar la Școala Națională de Film din Łódź. Este, de asemenea, cunoscut pentru interpretările sale în popularul Cabaret Olga Lipińska.
În 2010, Janusz Gajos a aprobat oficial candidatura lui Bronisław Komorowski la alegerile prezidențiale poloneze , precum și la alegerile prezidențiale poloneze din 2015.
În 2007, a primit Medalia de Aur pentru Merit în Cultură - Gloria Artis. În 2011, a fost distins cu Crucea de Comandor cu Stea a Ordinului Polonia Restituta. Janusz Gajos este de cinci ori câștigător al Premiilor Filmului Polonez, inclusiv Premiul Academiei Poloneze de Film pentru întreaga activitate care i s-a acordat în 2016.

## Filmografie

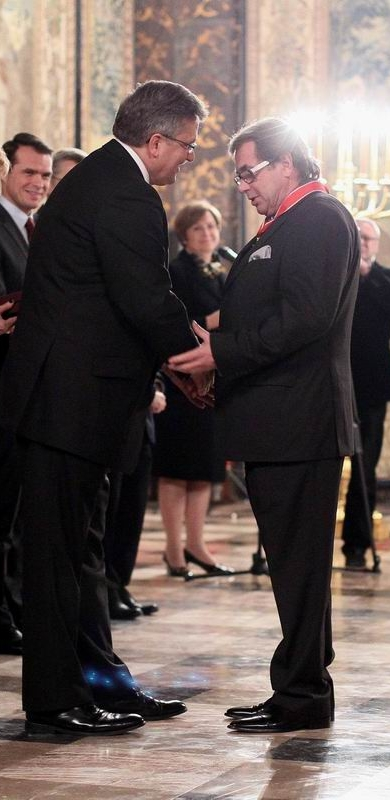
Janusz Gajos primește Crucea de Comandor cu Stea a Ordinului Polonia Restituta din partea președintelului Bronisław Komorowski, 2011

- Solid Gold (2019), - CBŚ officer Nowicki
- Clerul (2018), - arhiepiscop Mordowicz
- Kamerdyner (2018), - Bazyli Miotke
- Breaking the Limits (2017)
- Blindness (2016)
- Body (2015)
- The Closed Circuit[22]
- Ekipa - fostul Prim Ministru Henryk Nowasz
- Pitbull (2005)
- Hamlet (2004/II) (TV) - Claudius
- Zemsta (2002) altă denumire:  Răzbunarea - Cześnik Raptusiewicz
- Chopin. Pragnienie miłości (2002) altă denumire:  Chopin: Desire for Love - Duke Konstanty Pawlowicz
- Tam i z powrotem (2002) altă denumire:  There and Back - Andrzej Hoffman
- Przedwiośnie (2001) altă denumire:  The Spring to Come - Seweryn Baryka
- Weiser (2001) - Anticar
- Żółty szalik (2000) (TV)
- To ja, złodziej (2000) altă denumire:  It's Me, the Thief - Roman Wyskocz
- Ostatnia misja (2000) altă denumire:  The Last Mission - Inspector de poliție
- Egzekutor (1999) - Kowalik
- Fuks (1999) - Polițist
- Szczęśliwego Nowego Jorku (1997) altă denumire:  Happy New York - Profesor
- Czas zdrady (1997) - Messer Niccolo
- Poznań 56 (1996) - Profesor
- Akwarium (1996)
- Łagodna (1995) altă denumire:  A Gentle Woman - He
- Śmierć jak kromka chleba (1994) altă denumire:  Death like a Slice of Bread - Miodek
- Trzy kolory: Biały (1994) altă denumire:  Trei Culori: Alb - Mikolaj
- Straszny sen Dzidziusia Górkiewicza (1993) altă denumire:  The Terrible Dream of Babyface Gorkiewicz
- Szwadron (1993) altă denumire:  Squadron
- Coupable d'innocence (1992) altă denumire:  When Reason Sleeps
- Psy (1992) altă denumire:  Pigs - Gross
- Ucieczka z kina 'Wolność' (1991) altă denumire:  Escape From the 'Liberty' Cinema - Cenzor
- Stan wewnętrzny (1990) altă denumire:  Inner State
- Decalogul (1989) (mini) serial TV - Michal
- Piłkarski poker (1989) altă denumire:  Soccer Poker - Referee Jan Laguna
- Dekalog, cztery (1988) (TV) altă denumire:  Honor Thy Father and Thy Mother - Michal
- Big Bang (1986) (TV) - Janek
- Hamlet we wsi Głucha Dolna (1985) (TV)
- Rok spokojnego słońca (1984) altă denumire:  The Year of the Quiet Sun - Moonlighter
- Wedle wyroków twoich... (1984) altă denumire:  After Your Decrees - Driver
- Alternatywy 4 (1983) TV Series - Jan Winnicki
- Gwiezdny pył (1982)
- Limuzyna Daimler-Benz (1982) altă denumire:  The Consul - Kuschmerek
- Nieciekawa historia (1982) altă denumire:  Uninteresting Story
- Przesłuchanie (1982) altă denumire:  Interrogation - Major Zawada "Kapielowy"
- Da un paese lontano (1981) altă denumire:  Z dalekiego kraju
- Omul de fier (1981) - Committee vice-chairman
- Wahadełko (1981) altă denumire:  Shilly-Shally
- Wojna światów - następne stulecie (1981) altă denumire:  The War of the World: Next Century
- Dirijorul (1980) altă denumire:  Orchestra Conductor - High Official
- Kontrakt (1980) altă denumire:  The Contract - Boleslaw Bartoszuk
- Kung-Fu (1979) - Editor-in-Chief Maciek
- Co mi zrobisz, jak mnie złapiesz? (1978) altă denumire:  What Will You Do When You Catch Me? - Supermarket Manager
- Milioner (1978) altă denumire:  Millionaire - Józef Mikula
- Mgła (1976) altă denumire:  The Fog
- Wakacje z duchami (1970) serial TV - Antoniusz
- Reîntoarcerea pe pământ
- Bicz boży (1967) altă denumire:  God's Whip - Klen
- Stajnia na Salwatorze (1967) altă denumire:  Stall on Salvador
- Bariera (1966) altă denumire:  Barrier (nemenționat) - Tram Driver with Letter "E"
- Patru tanchiști și un cîine (1966) serial TV - Pvt./Cpl./Sgt./Lt. Jan Kos
- Szyfry (1966) altă denumire:  The Codes - Călugăr alb
- Panienka z okienka (1964)